# Pákozd
Pákozd är en ort i Ungern.   Den ligger i provinsen Fejér, i den västra delen av landet, 50 km sydväst om huvudstaden Budapest. Pákozd ligger 115 meter över havet och antalet invånare är 2 721.
Terrängen runt Pákozd är huvudsakligen platt, men åt nordost är den kuperad. Runt Pákozd är det ganska tätbefolkat, med 111 invånare per kvadratkilometer. Närmaste större samhälle är Székesfehérvár, 9,6 km väster om Pákozd. Trakten runt Pákozd består till största delen av jordbruksmark.